# Mauricio Lemos
Paolo Mauricio Lemos Merladett (Rivera, 28 de dezembro de 1995) é um futebolista uruguaio que atua como zagueiro. Atualmente joga no Vasco da Gama.

## Carreira

### Defensor
Mauricio Lemos começou a carreira no Defensor Sporting. Fez sua estreia profissional com 18 anos em 11 de maio de 2014 na derrota em casa da sua equipe para o Montevideo Wanderers por 2–1.
Depois de aparecer em apenas duas partidas durante a temporada 2013–14 do Campeonato Uruguaio, o defensor firmou-se como titular na temporada 2014–15. No entanto, devido a uma apendicite e convocações para a Seleção Uruguaia Sub-20, desfalcou o Defensor ao longo do ano.

### Rubin Kazan
Em 3 de julho de 2015, Lemos foi emprestado para o Rubin Kazan da Liga Russa por um ano.
Ele fez sua estreia para o clube no dia 3 de agosto, jogando os 90 minutos completos em uma derrota de 1–0 para Spartak Moscou.
Depois de disputar oito partidas, Lemos foi comprado de forma definitiva pelo Rubin Kazan.

### Las Palmas
Em 28 de janeiro de 2016, Lemos foi emprestado ao Las Palmas, da La Liga, com uma cláusula de compra obrigatória. O zagueiro realizou sua estreia na competição no dia 20 de fevereiro. No dia 6 de maio, depois de disputar nove jogos, Lemos assinou um contrato permanente de cinco anos com o clube.
Devido às suas ótimas atuações, seis meses depois de chegar a Las Palmas, o Barcelona ofereceu 4 milhões de dólares por Lemos. A proposta foi recusada pelo Las Palmas. Um ano depois, devido às atuações ruins, Lemos foi negociado com o Sassuolo.

### Sassuolo (empréstimo)
Em 23 de janeiro de 2018, Lemos foi anunciado como novo reforço do Sassuolo. Ao final da temporada, o empréstimo foi renovado por mais um ano.
Apesar da renovação, Lemos não jogou muitas partidas. Ao todo, participou de 12 jogos e marcou um gol em toda sua passagem na equipe italiana.

### Las Palmas (retorno)
Após voltar de empréstimo, em 2019, jogou uma temporada com o clube e garantiu o time na 9ª colocação da La Liga de 2019–20. Com o fim da temporada, o jogador assinou um contrato com uma nova equipe.

### Fenerbahçe
Em 26 de agosto de 2020, o Fenerbahçe anunciou a contratação de Lemos em um contrato de três anos.
Ao chegar no elenco, foi um zagueiro regularmente utilizado nas primeiras partidas. Contudo, foi deixando de participar dos jogos após uma lesão o acometer no começo da temporada. Após isso, viu a dupla Attila Szalai e Serdar Aziz tomar a titularidade da equipe capitaneada por Luiz Gustavo. Desse modo, em duas temporadas, atuou em apenas 16 partidas e não marcou gols.

### Beerschot (empréstimo)
Em 31 de agosto de 2021, Lemos foi emprestado ao K Beerschot, da Bélgica, para a temporada 2021–22. Na equipe, venceu apenas duas partidas, das 16 que entrou em campo, e marcou um gol diante o Oud-Heverlee Leuven. A campanha irregular do time resultou no rebaixamento deles como lanterna do campeonato.[carece de fontes?]

### Atlético Mineiro
No dia 16 de fevereiro de 2023, Mauricio Lemos foi anunciado como novo reforço Atlético Mineiro. Logo em sua primeira temporada, conseguiu conquistar o troféu do Campeonato Mineiro, algo que viria a acontecer novamente no ano seguinte.
Seu primeiro ano foi muito regular. O zagueiro foi constantemente utilizado, e chegou a marcar um tento em sua estreia no Campeonato Brasileiro, quando a equipe fizera seu primeiro jogo na Arena MRV. O gol, no entanto, não superou o placar do Vasco da Gama, que venceu após gols de Andrey Santos e de Gabriel Pec.
No dia 21 de novembro, o Atlético anunciou a renovação de contrato com Mauricio Lemos. O defensor assinou um novo vínculo até dezembro de 2025.
Para a temporada 2024, Lemos passou a utilizar a camisa 4. Antes o número pertencia ao zagueiro e ídolo Réver, que anunciou a aposentadoria no final de 2023. Entre cartões amarelos e vermelhos, que o suspenderam de quatro jogos pelo Campeonato Brasileiro, o atleta terminou sua primeira passagem como um dos zagueiros mais frequentes do elenco. Além dele, Bruno Fuchs, Jemerson e Igor Rabello se alternaram para fazer uma dupla de defesa com o uruguaio.
Em seu segundo ano, porém, sofreu com algumas lesões que tiraram o defensor de partidas do Brasileirão, Campeonato Mineiro e Libertadores. Somado a isso, o Galo optou por contratar Lyanco e Junior Alonso para reforçar a defesa do time comandado por Gabriel Milito. Desse modo, deixou de participar de diversas partidas durante o segundo semestre de 2024 e perdeu um espaço outrora garantido no elenco mineiro.
Com a perda de espaço no elenco mineiro, Maurício rescindiu o seu contrato com o Galo em janeiro de 2025. Na ocasião, ele já estava acertado com o seu próximo clube. O zagueiro deixou o time alvinegro após 57 partidas, três gols marcados e um bicampeonato mineiro. Em entrevista, o jogador afirmou que havia perdido a confiança e que o time também tinha retirado a mesma que havia depositado nele outrora. Entre lesões e troca de treinadores, o uruguaio afirmou que 2024 teria sido um ano difícil:
| “                                                   | Foi um ano complicado, eu tive algumas lesões no começo, lesões não graves. Em 2023 tive muita confiança da parte do clube e dos treinadores. E em 2024 essa confiança desapareceu, sem nenhum motivo. De um momento a outro, deixaram de ter essa confiança em mim. Eu, como sou uma pessoa bastante tranquila, não tentei fazer nada mais para arrumar um problema no clube, fiquei calado, treinei, fiz o meu melhor para tentar os minutos, mas não deu. Na metade do ano passado (2024), tive a proposta, mas estava num momento complicado no Atlético Mineiro. Achei que ficando poderia ter minutos. Mas, independente do que eu fazia, não tive minutos. | ” |
| — Maurício Lemos sobre o seu último ano com o Galo. | |   |

### Vasco da Gama
Assim que interrompeu o seu contrato com os atleticanos, Maurício passou a ser alvo de diferentes equipes no Brasil e no exterior. Uma das equipes que monitorava o defensor era o Peñarol, tradicional equipe uruguaia, mas foi o Vasco da Gama que conseguiu superar os concorrentes e Lemos aportou no dia 11 de janeiro de 2025 para assinar com o Gigante da Colina um contrato de três temporadas. Em entrevista, ele afirmou que o lateral-direito vascaíno Puma Rodríguez, seu compatriota, o convenceu a assinar com o Cruzmaltino:
| “ | Falei com o Pumita, ele me passou bem como está a situação do clube, que o clube está fazendo um bom trabalho. E me convenceu para poder vir. Bom, espero ser muito feliz aqui. Quem conhece futebol sabe a história do Vasco. Quando escutei o nome do Vasco, a primeira coisa que passou na minha cabeça foi vir para cá. Estou muito motivado depois de ficar seis meses sem jogar muito. Na cabeça do jogador, é complicado quando não se joga. Tenho muita vontade de jogar e vou me preparar o mais rápido possível para estar disponível. | ” |
| — Maurício Lemos, sobre assinar com o Vasco, equipe que havia feito uma investida sem sucesso no ano anterior | |   |

## Seleção Nacional

#### Uruguai Sub-20
Mauricio esteve convocado pelo Uruguai para os jogos do Campeonato Sul-Americano de 2015. O atleta foi titular durante toda a primeira fase do torneio, mas deixou de ser convocado a partir da segunda metade por conta de uma lesão sofrida naquele mesmo ano. A equipe, disputou as últimas três partidas sem o zagueiro e venceu apenas o primeiro jogo. Desse modo, os uruguaios ficaram e terceiro colocado.[carece de fontes?]
Nesse mesmo ano, o jogador esteve com a Delegação Uruguaia para disputar os Jogos Pan-Americanos de 2015. O desempenho do país foi muito irregular, mas Lemos esteve presente no único Ouro dos uruguaios naquela edição.[carece de fontes?] Mauricio esteve entre os convocados que derrotaram o México na decisão e se sagraram campeões.

### Uruguai
Após sua passagem pela Seleção Sub-20, Mauricio foi convocado para defender a Seleção Uruguaia principal pela primeira vez em 2017. A partida em questão foi contra o Paraguai pelas Eliminatórias para Copa do Mundo de 2018, no entanto, o defensor foi um suplente não utilizado nessa partida.
Sua estreia oficial aconteceu dois meses depois, em novembro, e Lemos foi titular contra a Polônia em um amistoso que terminou em um empate sem gols. O jogador iria enfrentar dois momentos de longa ausência na Seleção, já que seu segundo jogo aconteceu um ano depois, contra o Brasil, e a terceira partida foi jogada apenas em 2023 — em um amistoso vencido diante Cuba.

## Títulos
Atlético Mineiro
- Campeonato Mineiro: 2023 e 2024

Seleção Uruguaia
- Jogos Pan-Americanos: 2015